# Vĩnh Sơn, Vĩnh Linh
Vĩnh Sơn là một xã thuộc huyện Vĩnh Linh, tỉnh Quảng Trị, Việt Nam.

## Địa lý
- Phía Bắc giáp xã Vĩnh Lâm
- Phía Nam giáp huyện Gio Linh qua một nhánh của sông Bến Hải
- Phía Đông giáp xã Vĩnh Thành
- Phía Tây giáp xã Vĩnh Trường.

Xã Vĩnh Sơn có diện tích 40,96 km², dân số năm 1999 là 6595 người, mật độ dân số đạt 161 người/km².

## Hành chính
Xã Vĩnh Sơn được chia thành 7 thôn: Minh Phước, Lê Xá, Tiên An, Nam Sơn, Huỳnh Xá Hạ, Huỳnh Thượng, Phan Hiền.

## Du lịch
- Đôi bờ Hiền Lương - Bến Hải
- Đập Chim Chim
- Di tích Cồn Son